# Przedsiębiorstwo Komunikacji Samochodowej w Bydgoszczy
Przedsiębiorstwo Komunikacji Samochodowej w Bydgoszczy (skr. PKS Bydgoszcz) – przedsiębiorstwo powstało w 1945 roku jako Przedsiębiorstwo Państwowej Komunikacji Samochodowej w Bydgoszczy. 1 marca 2002 roku powstała spółka Przedsiębiorstwo Komunikacji Samochodowej w Bydgoszczy